# بگ (نیک‌شهر)
بگ، روستایی در دهستان چانف بخش آهوران شهرستان نیک‌شهر در استان سیستان و بلوچستان ایران است.

## جمعیت
بر پایه سرشماری عمومی نفوس و مسکن در سال ۱۳۹۵، جمعیت این روستا برابر با ۱۴۳ نفر (۴۲ خانوار) بوده‌است.